# ФК Вујић Ваљево
ФК Вујић је фудбалски клуб из Ваљева.
Клуб је 2002. основан као „ФК Милан Ваљево“, 2006. мења име у „ФК Вујић вода“, а од сезоне 2011/12. носи име „ФК Вујић“. Пошто је у сезони 2012/13. испао из Српске лиге Запад, Вујић се у јулу 2013. фузионисао са Слогом из Бајине Баште, а седиште новог клуба „Слога 1940“ ће бити у Бајиној Башти и он ће наставити традицију Слоге.